# Anacostia (stanice metra ve Washingtonu)
Anacostia je stanice Washingtonského metra.
Nachází se na zelené lince ve stejnojmenné rezidenční zóně v jihovýchodní části hlavního města. Stanice je založena mělce pod zemí, má ostrovní nástupiště. Až do roku 2001 plnila funkci konečné, než byla zelená trasa prodloužena o dalších 5 stanic jihovýchodním směrem. Otevřena byla 28. prosince 1991.